# Masahiro Endō
Masahiro Endō (遠藤 昌浩 Endō Masahiro?,  nacido el 15 de agosto de 1970 en Tokio) es un exfutbolista japonés que se desempeñaba como defensa.
En 1994, Endō jugó 8 veces para la Selección de fútbol de Japón. Fue elegido para integrar la selección nacional de Japón para los Juegos Asiáticos de 1994.

## Trayectoria

### Clubes
| Club            | País    | Año         |
| --------------- | ------- | ----------- |
| Júbilo Iwata    | Japón   | 1993 - 1998 |
| Yokohama FC     | Japón   | 1999        |
| Verdy Kawasaki  | Japón   | 1999        |
| Shimizu S-Pulse | Japón   | 2000        |
| Malinas         | Bélgica | 2000 - 2001 |
| Louviéroise     | Bélgica | 2001 - 2002 |

### Selección nacional
| Selección | País  | Año  |
| --------- | ----- | ---- |
| Absoluta  | Japón | 1994 |

## Estadística de equipo nacional
| Selección de Japón | Selección de Japón | Selección de Japón |
| Año                | Part.              | Goles              |
| ------------------ | ------------------ | ------------------ |
| 1994               | 8                  | 0                  |
| Total              | 8                  | 0                  |

## Palmarés

### Títulos nacionales
| Título         | Club         | País  | Año  |
| -------------- | ------------ | ----- | ---- |
| J1 League      | Júbilo Iwata | Japón | 1997 |
| Copa J. League | Júbilo Iwata | Japón | 1998 |